# Leontodon hispidus subsp. bourgaeanus
Leontodon hispidus subsp. bourgaeanus é uma subespécie de planta com flor pertencente à família Asteraceae. 
A autoridade científica da subespécie é (Willk.) Rivas Mart. & Sáenz de Rivas, tendo sido publicada em Anales Inst. Bot. Cavanilles 35: 157. 1978.

## Portugal
Trata-se de uma subespécie presente no território português, nomeadamente em Portugal Continental.
Em termos de naturalidade é endémica da Península Ibérica.

## Protecção
Não se encontra protegida por legislação portuguesa ou da Comunidade Europeia.